# طاحون بن عيسى
طاحون بن عيسى هو موقع أثري يبعد حوالي 3.5 كيلومتر جنوب غرب جب جنين في سهل البقاع في لبنان.
تمت دراسة هذا الموقع الأثري الواقع على الضفة اليسرى من نهر الليطاني في العامين 1965-1966 بواسطة لورين كوبلاند وبيتر ويسكومب. وشملت المواد التي تم العثور عليها الصوان المستخدمة في التقطيع بما في ذلك فؤوس على أشكال شبه منحرفة وبيضاوية ومستطيلة. كما تم العثور على عدد قليل من شفرات المنجل جنباً إلى جنب مع بعض الكاشطات أسهم ذات رؤوس بيضاوية الشكل. كما مكّن تحليل المواد المعثور عليها جاك كوفين وماري كلير كوفين من الإيحاء بأن الموقع كان معاصرًا بأقدم مستويات العصر الحجري الحديث الحديث جبيل.